# I Piatti
I Piatti sono un gruppo di scogli italiani presenti lungo la costa occidentale dell'isola di Palmarola, nel tratto di Punta Tramontana, nelle Isole Pontine. Sono classificati nella lista Italian Islands Award (IIA) stilata dall'Associazione Radioamatori Italiani con il codice LT009.
In particolare compongono il gruppo due faraglioni che emergono rispettivamente per 40 m e per 50 m dal mare di fronte al porto, lungo un tratto di costa particolarmente frastagliata e ricca di affioramenti rocciosi, come i vicini scogli detti Le Galere e lo scoglio Scuncillo, a forma di conchiglia.
Il nome di questi scogli deriva dalla loro forma appiattita. Le rocce che lo compongono sono di un colore quasi bianco.
Amministrativamente si trovano nel comune di Ponza, in provincia di Latina.